# Habitatge a la plaça Capdevila, 19 (Tremp)
L'Habitatge a la plaça Capdevila, 19 és un edifici de Tremp (Pallars Jussà) protegit com a Bé Cultural d'Interès Local.

## Descripció
Es tracta d'un edifici situat entre mitgeres i de quatre altures, planta baixa i tres pisos, els dos darrers de factura moderna. Els elements arquitectònics rellevants se situen en la planta baixa i primer pis, que remeten a un estil eclecticista. Destaquen, a la planta baixa, el revestiment simulant carreus, l'emmarcament de cada obertura, els motius decoratius vegetals sobre la llinda de les obertures i les cartel·les que suporten la balconada superior. En el primer pis, un balcó corregut amb la barana metàl·lica de perfil ondulat i molt treballada, emmarca tres finestres balconeres. Aquestes presenten els muntants en forma de pilastres estriades amb capitells jònics amb llinda motllurada, molt sobresortida del perfil de la façana. El ràfec és suportat per mènsules amb decoració de volutes i coronat per una balustrada.